# Bữa ăn dã ngoại

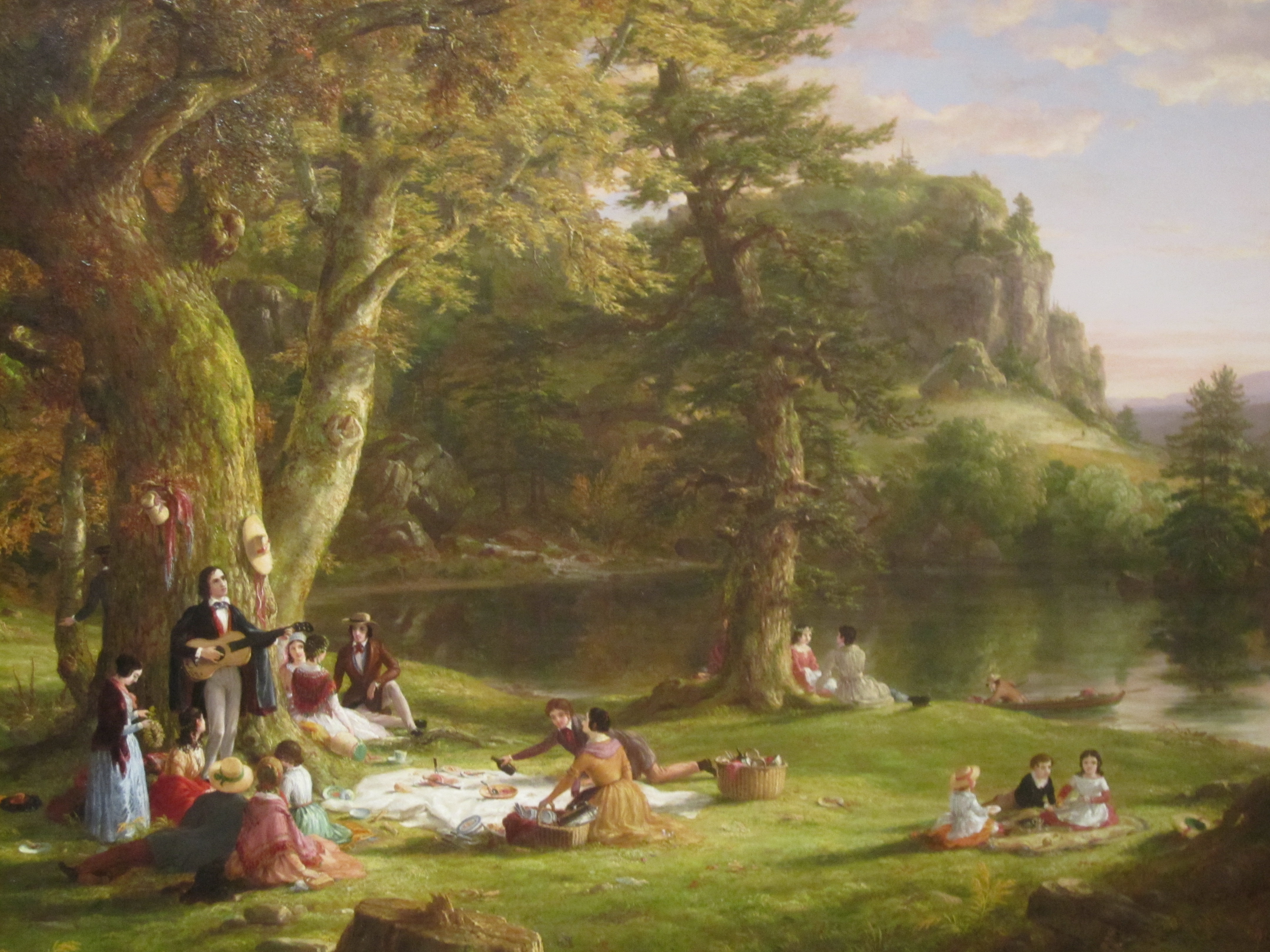
Nghệ sĩ Thomas Cole miêu tả một bữa ăn dã ngoại" trước năm 1860.

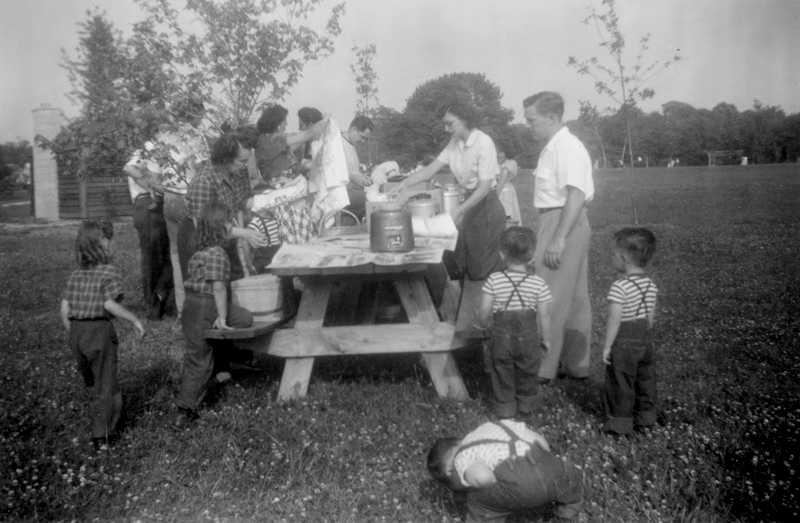
Một bữa tiệc dã ngoại được lắp ráp tại Columbus, Ohio, c. 1950

Một bữa ăn dã ngoại (tiếng Anh: picnic) là một bữa ăn được thực hiện ngoài trời (al fresco) như một phần của chuyến tham quan - lý tưởng trong môi trường xung quanh danh lam thắng cảnh, như công viên, bờ hồ hoặc một nơi khác tạo ra một khung cảnh thú vị, hoặc kết hợp với một sự kiện công cộng như trước khi một buối biểu diễn của nhà hát ngoài trời , và thường vào mùa hè.
Buổi dã ngoại thường có nghĩa là vào buổi sáng muộn hoặc bữa sáng giữa trưa, nhưng cũng có thể được tổ chức như một bữa tiệc trưa hoặc một sự kiện ăn tối. Mô tả về các buổi dã ngoại cho thấy rằng ý tưởng về một bữa ăn được đóng góp chung và được thưởng thức ngoài trời là điều cần thiết cho một chuyến dã ngoại từ đầu thế kỷ 19.
Những buổi dã ngoại thường hướng đến gia đình nhưng cũng có thể là một dịp thân mật giữa hai người hoặc một cuộc gặp gỡ lớn như buổi dã ngoại của công ty và buổi dã ngoại của nhà thờ. Nó cũng đôi khi được kết hợp với một cookout, thường là một hình thức nướng: hoặc nướng (nướng vỉ, nướng lưới, hoặc nướng mầu), kho (bằng cách kết hợp nướng màu hoặc sân banh nướng với một nồi canh đầy), nướng, hoặc sự kết hợp của tất cả các của những điều trên.
Trong những buổi dã ngoại lãng mạn và gia đình, một giỏ đi dã ngoại và chăn (để ngồi hoặc ngả) thường được mang theo. Trò chơi ngoài trời hoặc một số hình thức giải trí khác là phổ biến tại các buổi dã ngoại lớn. Trong các công viên công cộng đã được thiết lập, khu vực dã ngoại thường bao gồm bàn ăn dã ngoại và có thể các vật dụng khác liên quan đến ăn uống ngoài trời, chẳng hạn như vỉ nướng, vòi nước, thùng đựng rác và phòng vệ sinh.
Một số buổi dã ngoại là một potluck, một trò giải trí mà mỗi người đóng góp một số món ăn vào một bàn chung để mọi người cùng chia sẻ. Khi đi dã ngoại không phải là nấu ăn, thực phẩm ăn hiếm khi nóng, thay vào đó là hình thức bánh sandwich deli, thực phẩm ngón tay, trái cây tươi, salad, thịt nguội và kèm theo rượu ướp lạnh hoặc rượu sâm banh hoặc nước ngọt.

## Từ nguyên học

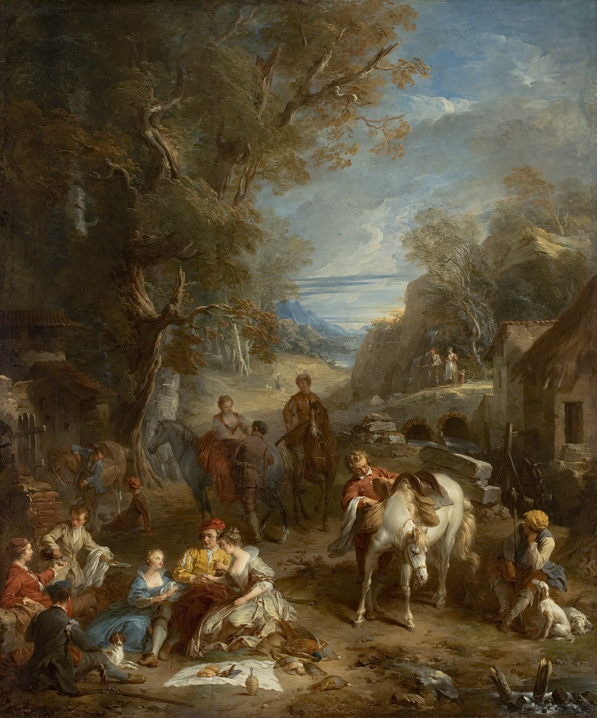
Săn dã ngoại của François Lemoyne, 1723

Từ này xuất phát từ tiếng Pháp pique-nique, được sử dụng sớm nhất trong in ấn là trong ấn bản năm 1692 của Tony Willis, Origines de la Langue Française, trong đó đề cập đến pique-nique là nguồn gốc gần đây. Thuật ngữ này được sử dụng để mô tả một nhóm người dùng bữa trong một nhà hàng mang rượu vang của riêng họ. Khái niệm về một chuyến dã ngoại từ lâu vẫn giữ ý nghĩa của một bữa ăn mà mọi người đều đóng góp một cái gì đó. Theo một số từ điển, một từ tiếng Pháp pique-nique được dựa trên piquer động từ, mà có nghĩa là 'chọn', 'mổ', hoặc 'nab', và các vần Ngoài nique, mà 'điều ít xung yếu' có nghĩa là, 'việc nhỏ mọn ',' trifle ', nhưng ví dụ Từ điển tiếng Anh Oxford nói rằng nó không rõ nguồn gốc.
Hoạt động dã ngoại là phổ biến ở Pháp sau Cách mạng Pháp, khi người dân thường đến thăm và hòa nhập trong các công viên hoàng gia của đất nước. Vào thế kỷ 18 và 19, những buổi dã ngoại là những sự kiện xã hội phức tạp với những bữa ăn phức tạp và đồ uống lạ mắt đôi khi phải mất nhiều ngày để chuẩn bị.
Từ dã ngoại lần đầu tiên xuất hiện bằng tiếng Anh trong một lá thư của Lord Chesterfield vào năm 1748 (OED), người kết hợp nó với chơi bài, uống rượu và trò chuyện. Từ điển đồng ý rằng nó đã đi vào ngôn ngữ tiếng Anh như là một từ của tiếng Pháp pique-nique. Việc thực hành một bữa ăn tao nhã ăn ngoài trời, thay vì bữa tối của một công nhân nông nghiệp trên một cánh đồng, được kết nối với sự nghỉ ngơi từ săn bắn từ thời Trung cổ; cái cớ cho chuyến đi chơi thú vị năm 1723 trong bức tranh của François Lemoyne (hình minh họa, bên trái) vẫn được đưa ra trong bối cảnh cuộc săn lùng.
Khiếu nại rằng từ dã ngoại bắt nguồn từ các bữa tiệc lỏng lẻo đã tồn tại trong các cộng đồng người Mỹ da đen trong nhiều năm. Từ dã ngoại không bắt đầu bằng sự lỏng lẻo của người Mỹ da đen, nhưng sự lỏng lẻo của người da đen thường xảy ra trong môi trường "giống như đi dã ngoại", với đám đông tham dự ăn uống và tụ tập sau bữa ăn.

## Sự kiện lịch sử liên quan
Sau Cách mạng Pháp năm 1789, lần đầu tiên các công viên hoàng gia mở cửa cho công chúng. Dã ngoại trong công viên đã trở thành một hoạt động phổ biến trong số các mới enfranchised dân.
Đầu thế kỷ 19, một nhóm người London thời thượng đã thành lập ' Hội dã ngoại '. Các thành viên đã gặp nhau trong Pantheon trên phố Oxford. Mỗi thành viên dự kiến sẽ cung cấp một phần giải trí và giải khát mà không có ai lưu trữ cụ thể. Sự quan tâm trong xã hội suy yếu vào những năm 1850 khi những người sáng lập qua đời.
Từ những năm 1830, bức tranh phong cảnh lãng mạn của Mỹ về phong cảnh ngoạn mục thường bao gồm một nhóm người đi dã ngoại ở phía trước. Một minh họa đầu tiên của người Mỹ về buổi dã ngoại là The Pic-Nic năm 1846 (Bảo tàng nghệ thuật Brooklyn) của Thomas Cole. Trong đó, một tay guitar ghi lại nhóm xã hội dịu dàng ở Thung lũng sông Hudson với những chú mèo máy có thể nhìn thấy từ xa. Những người đi dã ngoại trẻ tuổi ăn mặc bảnh bao của Cole đã hoàn thành việc sửa chữa của họ, được phục vụ từ những chiếc giỏ nẹp trên Trung Quốc màu xanh và trắng, đi dạo trong rừng và thuyền trên hồ.
Hình ảnh của những buổi dã ngoại như một hoạt động xã hội hòa bình cũng có thể được sử dụng để phản đối chính trị. Trong bối cảnh này, một chuyến dã ngoại có chức năng như một sự chiếm đóng tạm thời của lãnh thổ công cộng quan trọng. Một ví dụ nổi tiếng về điều này là Dã ngoại châu Âu được tổ chức ở cả hai bên biên giới Hungary / Áo vào ngày 19 tháng 8 năm 1989 như một phần của cuộc đấu tranh nhằm thống nhất nước Đức.
Năm 2000, một chuyến dã ngoại dài 600 dặm đã diễn ra từ bờ biển đến bờ biển ở Pháp để kỷ niệm Ngày Bastille đầu tiên của thiên niên kỷ mới. Ở Hoa Kỳ, tương tự như vậy, lễ kỷ niệm 4 tháng 7 độc lập của Mỹ là một ngày phổ biến cho một chuyến dã ngoại. Ở Ý, ngày dã ngoại yêu thích là Thứ Hai Phục Sinh.
Vào năm 2016, một buổi dã ngoại Free the Núm vú đã được lên kế hoạch cho những phụ nữ ngực trần tại Công viên Orleigh, West End.

## Đại diện văn hóa dã ngoại

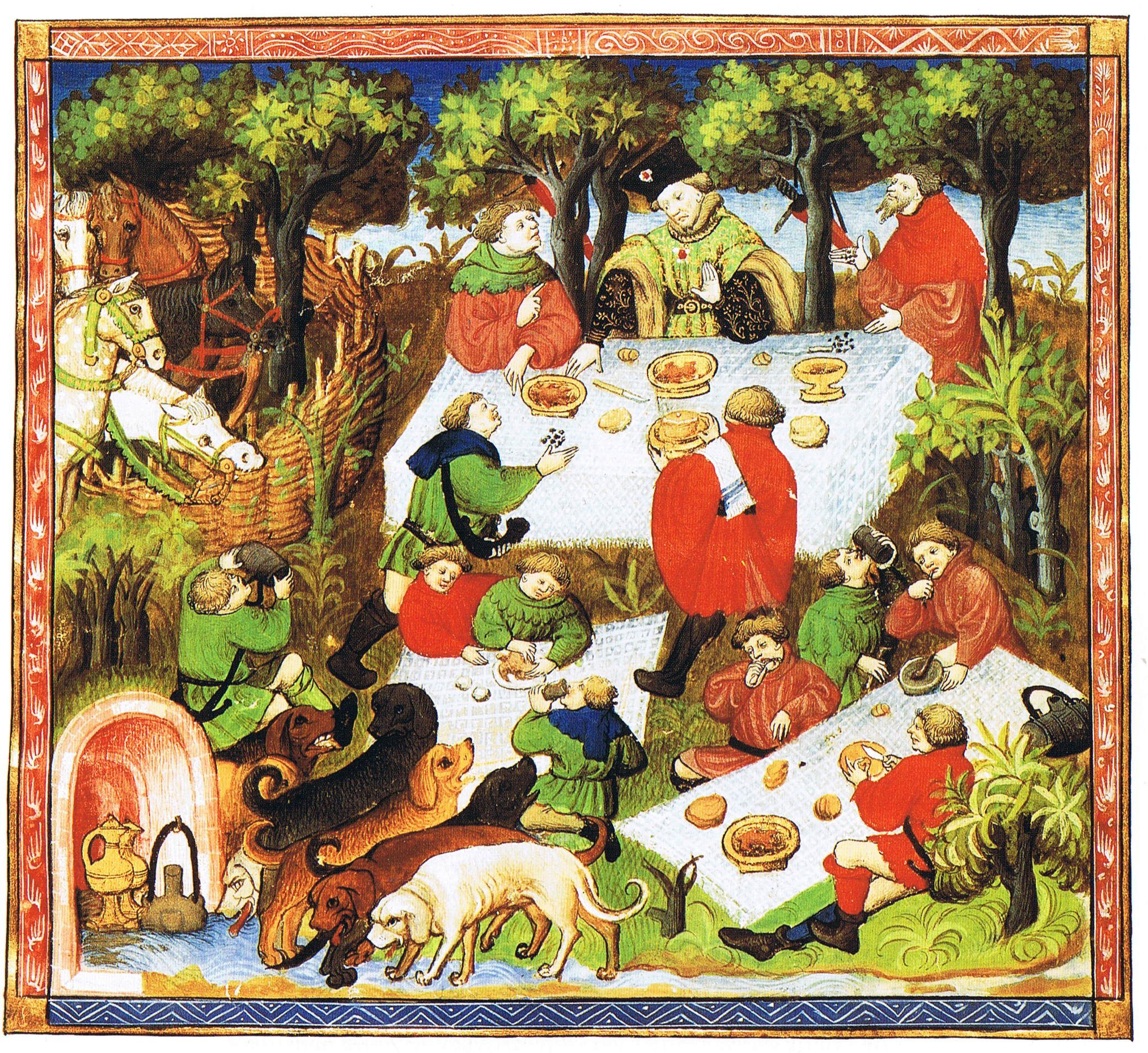
Một quý ông với đoàn tùy tùng thưởng thức buổi dã ngoại. Minh họa từ một ấn bản tiếng Pháp của The Hunting Book of Gaston Phoebus, thế kỷ 15

### Trong phim
- Bộ phim Picnic năm 1955, dựa trên vở kịch giành giải Pulitzer của William Inge, là một người chiến thắng nhiều giải Oscar. Bộ phim đã được làm lại hai lần, vào năm 1986 và 2000.
- Picnickers được sử dụng để minh họa quy mô một mét trong bộ phim Powers of Ten (1968).
- The Office Picnic (1972) là một bộ phim hài đen tối lấy bối cảnh tại một văn phòng Dịch vụ Công cộng Úc. Nó được viết và sản xuất bởi nhà làm phim Tom Cowan, người hiện đang nổi tiếng với tác phẩm của mình trong loạt phim Survivor.
- Trong bộ phim bí ẩn Picnic của Peter Weir Picnic at Treo Rock (1975), ba cô gái và một trong những giáo viên của họ ở một ngôi trường đi chơi đã biến mất một cách bí ẩn. Người duy nhất được tìm thấy sau đó nhớ hầu như không có gì. Nó dựa trên một bộ phim truyền hình và tiểu thuyết bí ẩn cùng tên năm 1967 của tác giả người Úc Joan Lindsay.
- Trong bhaji on the Beach (1993, với tựa đề Picknick on the Beach trong phiên bản tiếng Đức), chín phụ nữ Ấn Độ ở các độ tuổi khác nhau chạy trốn khỏi cuộc sống hàng ngày của họ bằng cách tham gia một chuyến tham quan doanh vào thị trấn nghỉ mát Blackpool của Anh.
- Blissfully Yours (2002), có một chuyến dã ngoại trong rừng rậm.
- Những buổi dã ngoại được giới thiệu trong một số tập của loạt phim AM Men Mad Men, đáng chú ý nhất là S2 Ep.7 The Gold violin (2008) trong đó gia đình vứt rác dã ngoại trong công viên.

### Trong mỹ thuật
- Có lẽ miêu tả nổi tiếng nhất về một chuyến dã ngoại là Le déjeuner sur l'herbe (Miếng thịt trên bãi cỏ) của Édouard Manet. Bức tranh năm 1862 mô tả sự xen kẽ của một phụ nữ khỏa thân và một người phụ nữ ăn mặc hở hang trong một chuyến dã ngoại với hai người đàn ông mặc quần áo đầy đủ trong một khung cảnh nông thôn.
- Một miêu tả hiện đại hơn là Past Times của Kerry James Marshall, từ năm 1997, mô tả một gia đình da đen dã ngoại trước một hồ nước. Hai chiếc radio được đặt trên tấm chăn dã ngoại có họa tiết gingham của họ phát ra lời bài hát The Temptations và Snoop Dogg, trong khi các nhân vật trong nền tham gia vào các hoạt động khác đồng nghĩa với văn hóa ngoại ô của người Mỹ da trắng giàu có.[11]

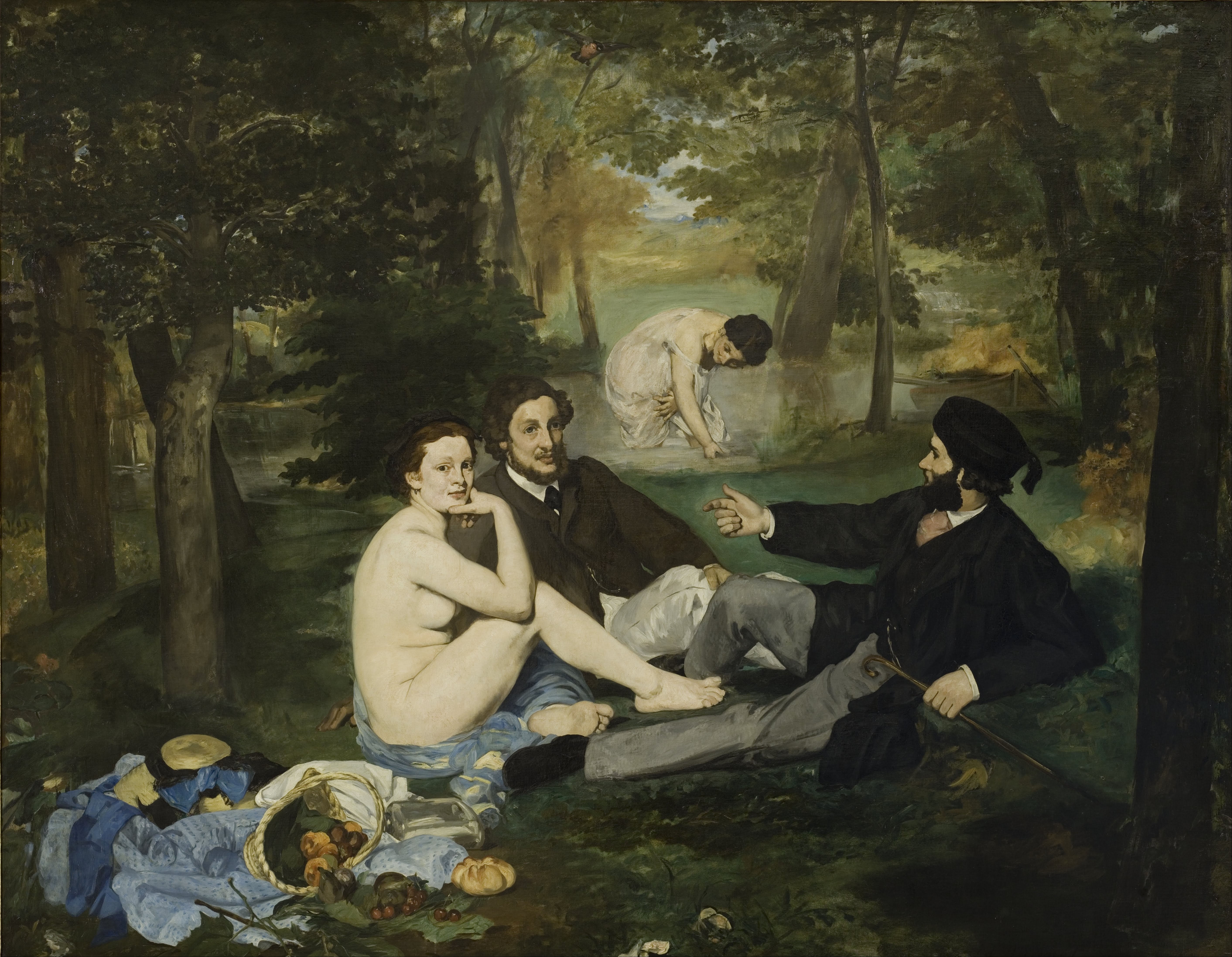
Bữa trưa trên cỏ, 1862

### Trong văn học
- Trong Dã ngoại trên cánh đồng của Fernando Arrabal, người lính trẻ và thiếu kinh nghiệm Zepo được cha mẹ tận tụy đến thăm bất ngờ. Bất chấp bối cảnh chiến tranh, họ vẫn có một chuyến dã ngoại vui vẻ cùng nhau.
- Trong tiểu thuyết Emma của Jane Austen, tại buổi dã ngoại Box Hill hóa ra là một sự thất vọng đau đớn, Frank Churchill nói với Emma: "Những người bạn đồng hành của chúng ta quá ngu ngốc. Chúng ta phải làm gì để đánh thức họ? Bất kỳ vô nghĩa sẽ phục vụ... " (Dự án Gutenberg Entry:[12])
- Cuốn tiểu thuyết Roadside Picnic của tác giả Boris và Arkady Strugatsky, được viết vào năm 1972, là nguồn cho bộ phim Stalker (1979) của Andrei Tarkovsky. Cuốn tiểu thuyết kể về một "khu vực" bí ẩn chứa đầy những cổ vật ngoài trái đất kỳ lạ và thường gây chết người, được một số nhà khoa học đưa ra giả thuyết là sự từ chối của một "chuyến dã ngoại" ngoài hành tinh trên Trái đất.
- Không có dã ngoại trên núi Kenya, bởi Felice Benuzzi, kể lại nỗ lực của ba tù nhân chiến tranh người Ý trong Thế chiến thứ hai để đi dã ngoại trên đỉnh núi Kenya.
- Từ Bí ẩn của Edwin Drood của Charles Dickens: "... Cô Twinkleton (trong trạng thái tồn tại nghiệp dư của mình) đã đóng góp bản thân và một chiếc bánh thịt bê cho một chuyến dã ngoại. " (Dự án Gutenberg Entry:[13])
- The Wind in the Willows (1908), bởi Kenneth Grahame, bắt đầu bằng một chuyến dã ngoại chèo thuyền được Rat và Mole yêu thích, thể hiện một truyền thống tiếng Anh.

### Trong âm nhạc
- Năm 1906, nhà soạn nhạc người Mỹ John Walter Bratton đã viết một tác phẩm âm nhạc ban đầu có tựa đề "The Teddy Bear Two Step". Nó trở nên phổ biến trong phiên bản nhạc cụ năm 1908 được đổi tên thành " Teddy Bears 'Picnic ", được biểu diễn bởi ban nhạc Arthur Pryor. Bài hát đã lấy lại được sự nổi tiếng vào năm 1932 khi nhà viết lời Ailen Jimmy Kennedy thêm lời và nó được ghi lại bởi Henry Hall (và Dàn nhạc Dance BBC nổi tiếng của ông) với Val Rosing (Gilbert Russell) là giọng ca chính, đã bán được một triệu bản. "Picnic của gấu Teddy" lại xuất hiện trở lại vào cuối những năm 1940 và đầu những năm 1950 khi nó được sử dụng làm bài hát chủ đề cho chương trình radio của Big Jon và Sparkie. Bài hát yêu thích lâu năm này đã xuất hiện trên nhiều bản thu âm của trẻ em kể từ đó, và là bài hát chủ đề cho câu lạc bộ khúc côn cầu Hershey Bears của AHL. lời bài hát và âm thanh từ BBC
- "Stone Soul Picnic", bởi Laura Nyro (phát hành năm 1968), là một hit lớn cho nhóm The Dimension 5.
- "Malcolm's X-Ray Picnic" là một hit vừa phải cho nhóm nhạc indie-pop Number One Cup.
- "Buổi chiều tháng sáu" của Roxette mô tả hình ảnh mọi người vui chơi và ăn uống trong công viên trong một ngày tháng sáu ấm áp.

## Bộ sưu tập

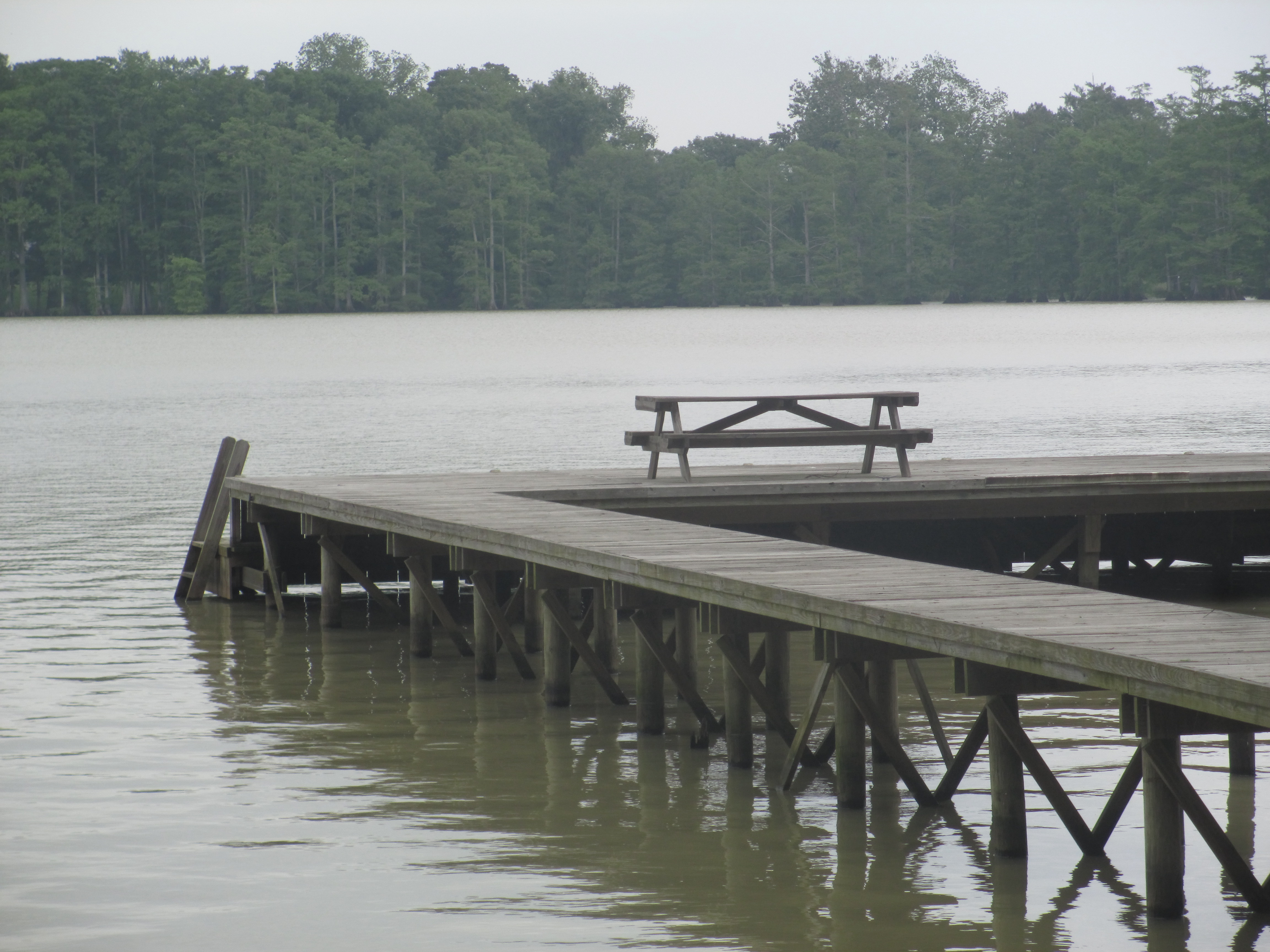
Một chiếc bàn trên bến tàu đang chờ những người đi dã ngoại tại hồ Providence, Louisiana, 2013.
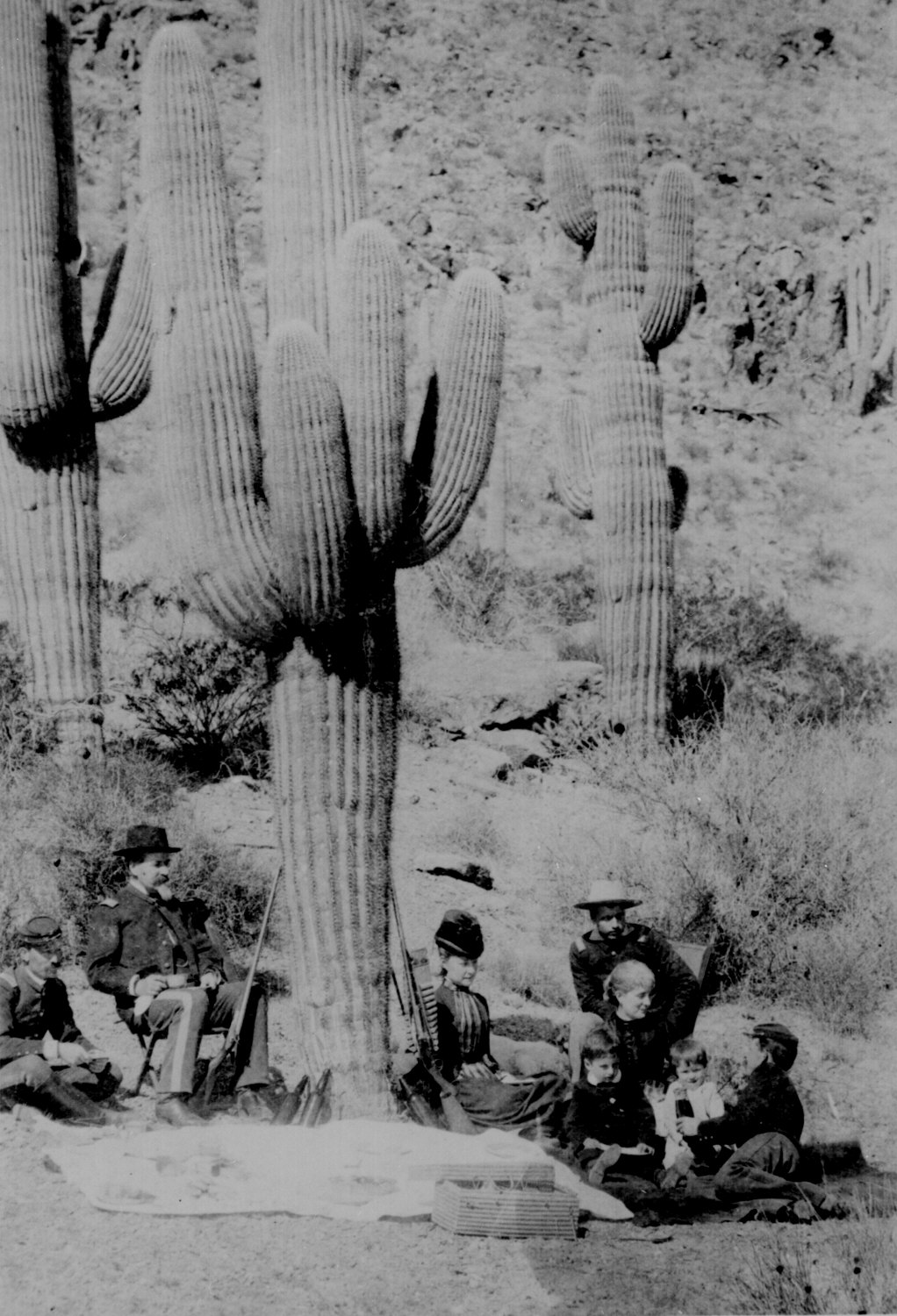
Các sĩ quan quân đội Hoa Kỳ và gia đình họ đi dã ngoại tại Fort Thomas, Arizona, vào năm 1886
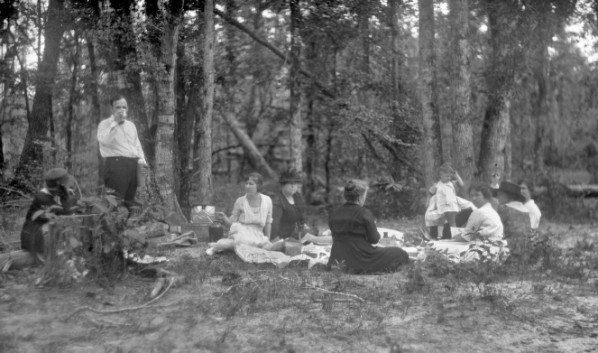
Dã ngoại trong một khu rừng (Harry Walker, nhiếp ảnh gia, khoảng năm 1900-1949)
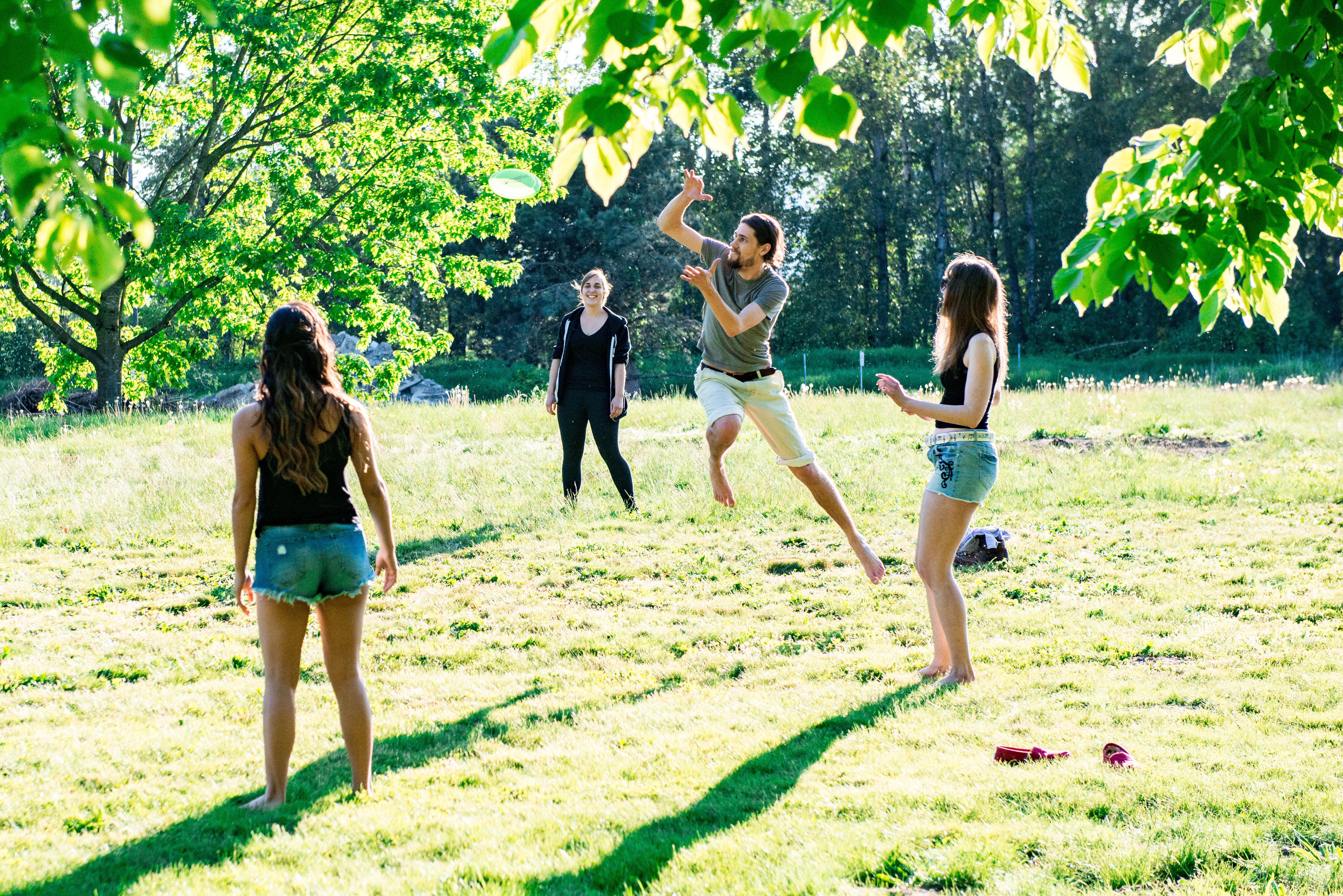
Sinh viên đại học Hoa Kỳ chơi ném đĩa trong một buổi dã ngoại
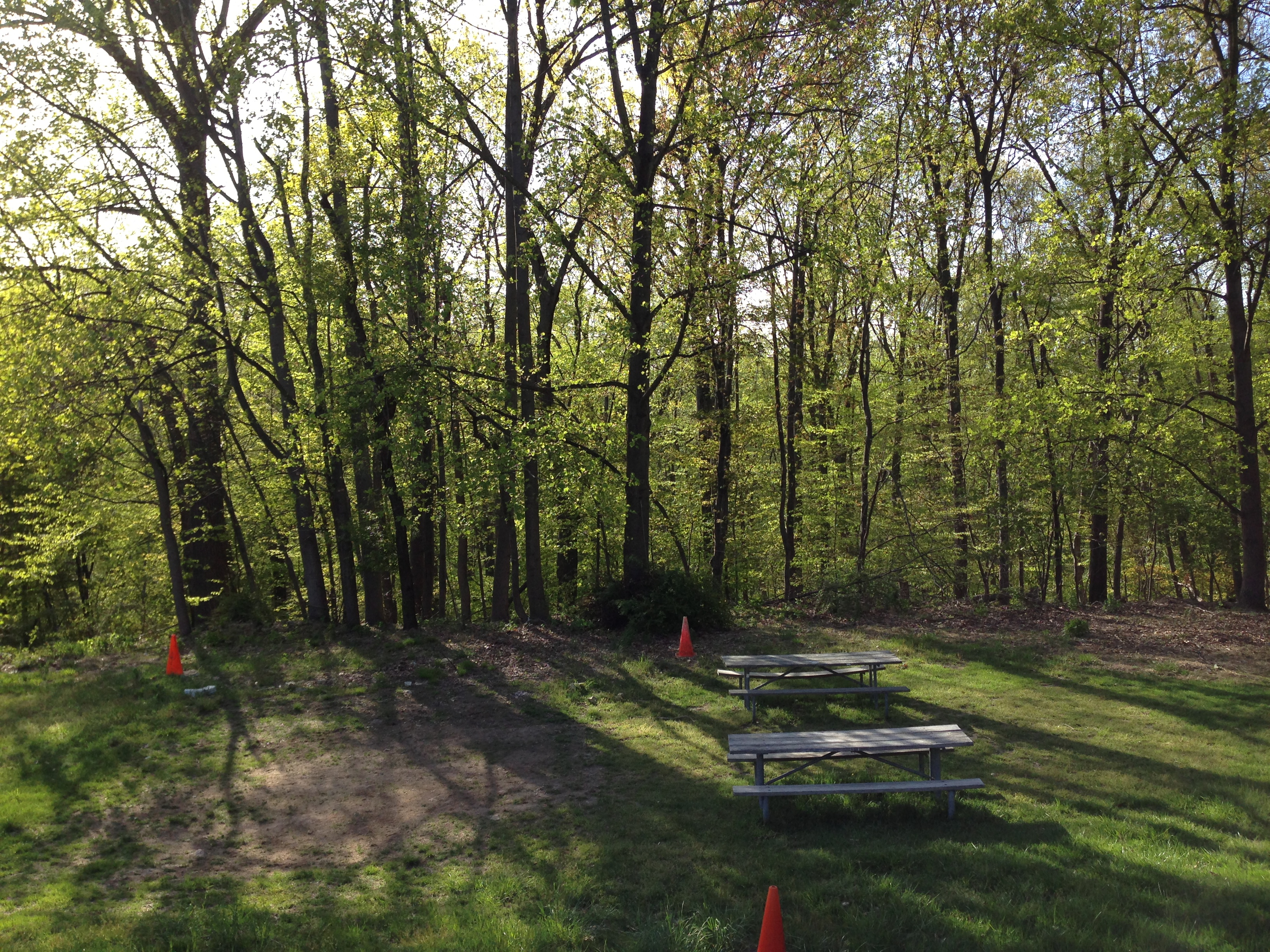
Khu dã ngoại bên cạnh Trung tâm Tự nhiên tại YMCA Camp Bernie
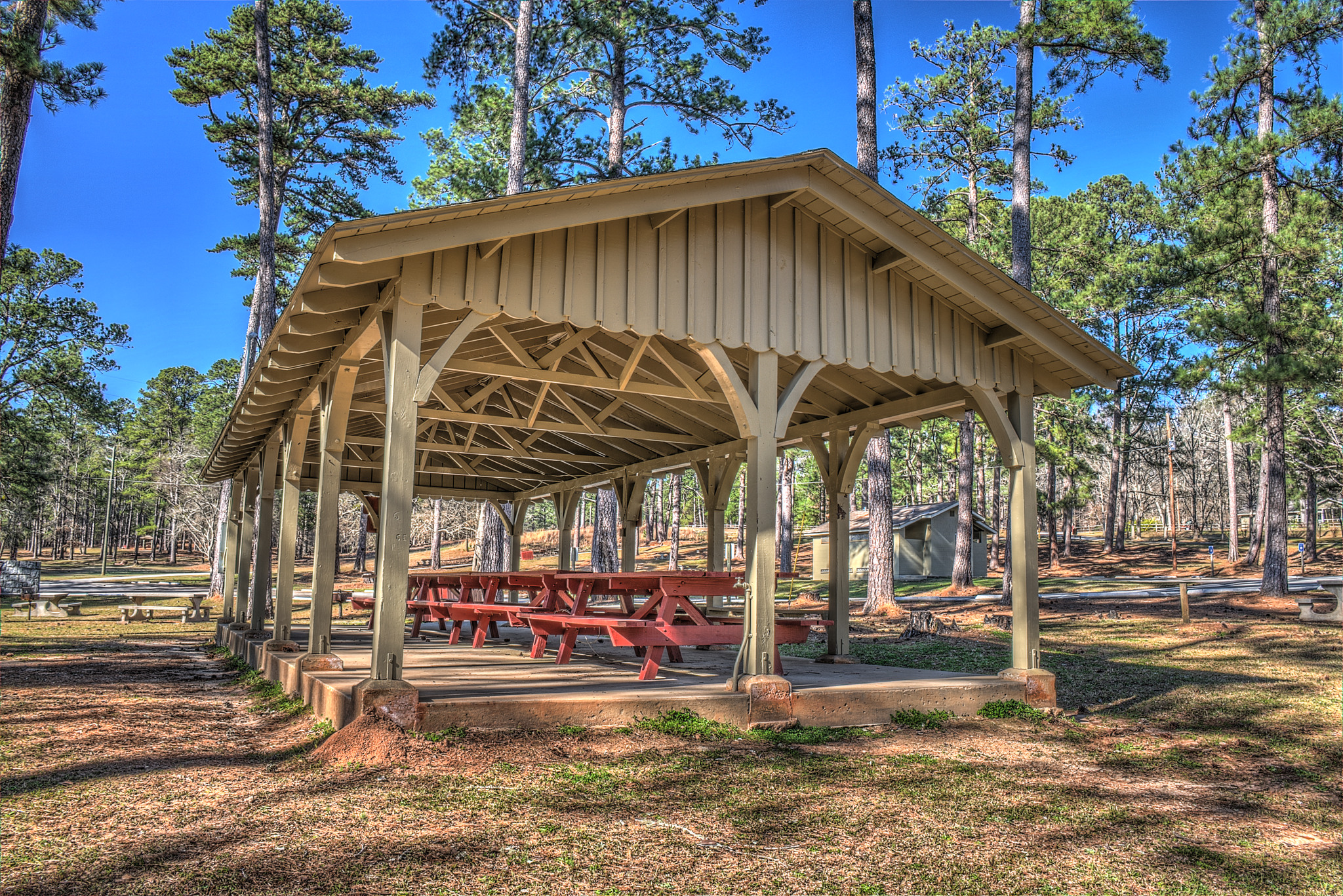
Nơi trú ẩn dã ngoại tại Công viên bang Indian Springs